# Hymenostyliella involuta
Hymenostyliella involuta là một loài Rêu trong họ Pottiaceae. Loài này được (Cardot & Thér.) E.B. Bartram mô tả khoa học đầu tiên năm 1939.